# 實樹
數學上，實樹，也稱為R-樹，是指有類似於樹的性質的度量空間(M,d)，：對M中任何兩點x, y，都有唯一的自x至y的弧，而這條弧是測地線。自x至y的弧，是指從區間[a, b]到M中的拓撲嵌入f，使得f(a)=x，f(b)=y。
一個測地度量空間是實樹，當且僅當這空間是δ-雙曲空間，且δ=0。
完備實樹是單射度量空間。(Kirk 1998)
研究實樹上的群作用的理論稱為Rips machine，是幾何群論的一部份。

## 單純實樹
一個單純實樹是沒有某種奇怪的拓撲性質的實樹。實樹T中的一點x稱為尋常的，意思是T−x有正好兩個分支。不是尋常的點x稱為奇異的。實樹稱為單純的，如果奇異點的集合是離散和閉的。

## 例子
- 任何離散樹都可以視為實樹，一個簡單的構造方法，是定義相鄰節點的距離為1。
- 在平面上定義度量為：平面上兩點如果在自原點出發的同一條射線上，則這兩點距離為兩點的歐幾里得距離，若否，則距離為自原點至這兩點的歐幾里得距離的和。上述度量稱為巴黎度量。巴黎度量使平面成為實樹。更一般而言，刺蝟空間都是實樹。
- 下述所構造出的是非單純實樹：取閉區間[0,2]，對每個正整數n，把一個長為1/n的區間黏合到原來區間的點1-1/n上。這個實樹的奇異點集是離散的，卻非閉集，因為在這實樹中1是尋常點。如果再黏貼一個區間到點1上，可以使奇異點集成為閉集，但是失了離散性。